# Gualtiero Bassetti
Gualtiero Bassetti (Marradi, 7 aprile 1942) è un cardinale e arcivescovo cattolico italiano, dal 27 maggio 2022 arcivescovo emerito di Perugia-Città della Pieve.

## Biografia
Nasce a Popolano, frazione di Marradi, in provincia di Firenze e diocesi di Faenza-Modigliana, il 7 aprile 1942. A Fantino, minuscola parrocchia del vicariato e comune di Palazzuolo sul Senio, il parroco, don Giovanni Cavini, amico di famiglia, lo sostiene negli studi della scuola media.

### Formazione e ministero sacerdotale
Dopo le scuole medie frequenta il seminario maggiore arcivescovile di Firenze, dove compie gli studi liceali e dopo quelli filosofici e teologici.
Il 29 giugno 1966 è ordinato presbitero per l'arcidiocesi di Firenze, nella cattedrale di Santa Maria del Fiore, dal cardinale Ermenegildo Florit, arcivescovo metropolita di Firenze.
Lo stesso anno è nominato viceparroco della parrocchia di San Michele a San Salvi, a Firenze. Dal 1968 presta servizio presso il seminario minore di Firenze, prima come assistente e responsabile della pastorale vocazionale e, dal 1972, come rettore. Nel 1979 il cardinale Giovanni Benelli lo nomina rettore del seminario maggiore. Nel 1990 diventa provicario generale e nel 1992 vicario generale dell'arcidiocesi di Firenze.

### Ministero episcopale e cardinalato

#### Vescovo di Massa Marittima-Piombino
Il 9 luglio 1994 papa Giovanni Paolo II lo nomina vescovo di Massa Marittima-Piombino; succede ad Angelo Comastri, precedentemente dimessosi per motivi di salute. L'8 settembre successivo riceve l'ordinazione episcopale, nella basilica di San Lorenzo, per l'imposizione delle mani del cardinale Silvano Piovanelli, arcivescovo metropolita di Firenze, co-consacranti  Antonio Bagnoli, vescovo emerito di Fiesole e Giovanni Bianchi, vescovo emerito di Pescia. Il 18 settembre seguente prende possesso della diocesi.

#### Vescovo di Arezzo-Cortona-Sansepolcro
Il 21 novembre 1998 papa Giovanni Paolo II lo nomina vescovo di Arezzo-Cortona-Sansepolcro, succedendo a Flavio Roberto Carraro, precedentemente nominato vescovo di Verona. Il 6 febbraio 1999 prende possesso della diocesi.
Il suo ministero è caratterizzato particolarmente dall'attenzione a due importanti ambiti pastorali quali le comunicazioni sociali, con lo sviluppo dell'emittente Telesandomenico, e il mondo del lavoro. Nel giugno 2008, insieme a Domenico Cancian, vescovo di Città di Castello, sottoscrive un documento a sostegno delle richieste dei lavoratori dello stabilimento Buitoni di Sansepolcro, che occupa 450 persone, dove si reca personalmente in visita in un momento di difficoltà legata al passaggio di proprietà.

#### Arcivescovo di Perugia-Città della Pieve e presidente della CEI
Il 16 luglio 2009 papa Benedetto XVI lo nomina arcivescovo metropolita di Perugia-Città della Pieve; succede a Giuseppe Chiaretti, dimessosi per raggiunti limiti di età. Il 4 ottobre prende possesso dell'arcidiocesi.
Il 10 novembre dello stesso anno è eletto vicepresidente per l'Italia centrale della Conferenza Episcopale Italiana.
Il 29 giugno 2010 nella basilica di San Pietro in Vaticano riceve il pallio da papa Benedetto XVI.
Il 16 dicembre 2013 papa Francesco lo nomina membro della Congregazione per i vescovi.
Durante l'Angelus di domenica 12 gennaio 2014 papa Francesco annuncia la celebrazione di un concistoro e con esso la lista dei cardinali che sarebbero stati creati. Bassetti, che era impegnato a celebrare le cresime in una numerosa unità pastorale dell'arcidiocesi perugina, apprende da un'anziana fedele la notizia, che poco dopo egli stesso verifica personalmente sul sito internet della Santa Sede. Perugia non era sede cardinalizia, e l'Umbria non aveva un cardinale da 162 anni; l'ultimo vescovo di una diocesi umbra ad essere creato cardinale era stato, infatti, Gioacchino Pecci, futuro papa Leone XIII. Il giorno precedente, mons. Bassetti aveva incontrato il pontefice «col Pontificio consiglio dell'ecumenismo», senza ricevere accenno all'annuncio imminente.
Nel concistoro del 22 febbraio 2014 è creato cardinale presbitero di Santa Cecilia; l'8 giugno successivo prende possesso del titolo.
Nel 2016 scrive le meditazioni per la via Crucis che papa Francesco presiede al Colosseo la sera del Venerdì santo.
È tra i cardinali che hanno celebrato la messa tridentina dopo l'emanazione del motu proprio Summorum Pontificum del 2007. Il suo modello di agire politico e sociale è Giorgio La Pira.
Il 24 maggio 2017 papa Francesco lo nomina presidente della Conferenza Episcopale Italiana scegliendolo da una terna di nomi, che comprendeva anche il vescovo Franco Giulio Brambilla e il cardinale Francesco Montenegro, eletta il giorno prima dall'assemblea della CEI; succede al cardinale Angelo Bagnasco.
Nell'ottobre 2020 contrae il COVID-19 e viene ricoverato in ospedale; il 3 novembre viene annunciato il suo trasferimento in terapia intensiva. Uscito dalla terapia intensiva, viene trasferito al policlinico Agostino Gemelli per un periodo di riabilitazione; il 3 dicembre, rimessosi in salute, viene dimesso e fa ritorno nell'episcopio di Perugia.
Il 7 aprile 2022 compie ottant'anni e, in base a quanto disposto dal motu proprio Ingravescentem Aetatem di papa Paolo VI del 1970, esce dal novero dei cardinali elettori e decade da tutti gli incarichi ricoperti nella Curia romana.
Il 24 maggio 2022, alla scadenza del quinquennio, lascia l'incarico di presidente della Conferenza Episcopale Italiana al cardinale Matteo Maria Zuppi, mentre il 27 maggio seguente papa Francesco accoglie la sua rinuncia al governo pastorale dell'arcidiocesi di Perugia-Città della Pieve. Da arcivescovo emerito si ritira nel palazzo vescovile di Città della Pieve.

## Genealogia episcopale e successione apostolica
La genealogia episcopale è:
- Cardinale Scipione Rebiba
- Cardinale Giulio Antonio Santori
- Cardinale Girolamo Bernerio, O.P.
- Arcivescovo Galeazzo Sanvitale
- Cardinale Ludovico Ludovisi
- Cardinale Luigi Caetani
- Cardinale Ulderico Carpegna
- Cardinale Paluzzo Paluzzi Altieri degli Albertoni
- Papa Benedetto XIII
- Papa Benedetto XIV
- Papa Clemente XIII
- Cardinale Marcantonio Colonna
- Cardinale Giacinto Sigismondo Gerdil, B.
- Cardinale Giulio Maria della Somaglia
- Cardinale Carlo Odescalchi, S.I.
- Cardinale Costantino Patrizi Naro
- Cardinale Lucido Maria Parocchi
- Papa Pio X
- Cardinale Gaetano De Lai
- Cardinale Raffaele Carlo Rossi, O.C.D.
- Cardinale Amleto Giovanni Cicognani
- Cardinale Giovanni Benelli
- Cardinale Silvano Piovanelli
- Cardinale Gualtiero Bassetti

La successione apostolica è:
- Vescovo Giovanni Santucci (1999)
- Vescovo Giuseppe Piemontese, O.F.M.Conv. (2014)
- Vescovo Nazzareno Marconi (2014)
- Arcivescovo Paolo Giulietti (2014)
- Vescovo Marco Salvi (2019)
- Arcivescovo Giuseppe Baturi (2020)
- Arcivescovo Ivan Maffeis (2022)

## Araldica
| Stemma | Blasonatura | Descrizione |
| ------ | --- | --- |
|        | Partito: nel primo d'azzurro, alla torre d'argento merlata alla ghibellina, chiusa e finestrata del campo, movente da una cotissa di rosso e sormontata da un putto nascente di carnagione, biondi i riccioli, alato d'argento, avvolto in un nastro di rosso, avente nella destra un ramo d'ulivo fogliato e fruttato al naturale; nel secondo d'azzurro all'avambraccio destro di carnagione, vestito di una manica di rosso, uscente dal bordo dello scudo, tenente un alberello di ulivo sradicato, fogliato e fruttato al naturale sormontato dalla cometa (6) posta in fascia d'oro; al cantone sinistro del capo d'argento, caricato del giglio di Firenze di rosso. Motto: In charitate fundati. | Lo stemma scelto racchiude, nella parte sinistra, figure proprie della famiglia Bassetti e, nella parte destra, figure proprie del vescovo. Nella parte sinistra troviamo: - un castello, che raffigura l'antica nobiltà, di colore argentato, simbolo di virtù forte; - un angelo, che simboleggia l'amore di Dio; - il colore rosso, che rappresenta l'audacia e la fortezza; - il colore nero, che indica la stabilità e la costanza. Nella parte destra troviamo: - il destrocherio, un braccio con in mano un olivo sradicato, che è simbolo dell'impegno di essere portatore della pace di Cristo; - una cometa dorata, che indica l'impegno nell'evangelizzazione; - un giglio rosso, simbolo di Firenze, che fa riferimento all'arcidiocesi in cui ha svolto il ministero sacerdotale. |

## Opere
- Chiesa e ministeri. Lettera pastorale. Orientamenti e prospettive in vista del ripristino nella Diocesi del diaconato permanente e degli altri ministeri istituiti. 8 settembre 1997, All'insegna del giglio, Firenze 1997
- Signore apri le mie labbra. Lettera pastorale, Diocesi di Arezzo-Cortona-Sansepolcro, 2003
- Chi perde Cristo perde tutto, in Annuncio del Vangelo e comunione. Atti del Convegno dei Cappellani militari. Assisi 2012, a cura di Giuseppina Avolio, San Paolo, Cinisello Balsamo (MI) 2012
- Come sono belle le tue tende! Le unità pastorali: il nuovo volto di una Chiesa missionaria. Direttorio pastorale, Perugia, 2012
- Missione e conversione pastorale. Lettera pastorale ai fedeli dell'Arcidiocesi di Perugia-Città della Pieve alla luce della 'Evangelii gaudium' per l'avvio del processo di discernimento, purificazione e riforma, Tau, Todi 2014
- Intervento in: A più voci. Dieci risposte sulla Resistenza. Perché la Resistenza non è diventata l'unica possibile ‘memoria condivisa’ su cui costruire l'identità italiana? Come è possibile che la storiografia revisionista abbia avuto da noi tale diffusione? Qual è il lascito della Resistenza? Ha senso parlare di ‘tradimento’ della Resistenza? Sono alcune delle domande che a settant'anni dalla Liberazione MicroMega ha rivolto ad alcuni esponenti del mondo della cultura, della letteratura, della filosofia, del diritto, della religione, in Ora e sempre Resistenza, Gruppo editoriale L'Espresso, Roma 2015 («Micromega. Le ragioni della sinistra», n. 3, 2015)
- La gioia della carità, Marcianum, Venezia 2015